# Тибетско писмо
Тибетско писмо је званично писмо тибетских језика и неколико осталих јужноазијских језика. Као и код сваке абугиде, знакови су састављени комбинацијом сугласника и самогласника. Штампани облик тибетског писма се зове Ућен (тиб. , 'са врхом'). Има више рукописних облика, а најзаступљенији се зове Уме (тиб. , 'без врха'). 
Сем на Тибету, ово писмо се користи и у Бутану, Индији, Непалу и Пакистану. Од тибетског, настала су и лимбуанско, лепчанско и пагспа писма.

## Штампани и рукописни облик
Штампани облик тибетског писма се зове Ућен (тиб. , 'са врхом'). Има више рукописних облика, а најзаступљенији се зове Уме (тиб. , 'без врха'). Рукописни облик нема препознатљиву црту на врху.

## Опис
Као и код свих писма индијског порекла, у тибетском, сваки знак за сугласник аутоматски добија самогласник 'а' на крају. Специфична одлика овог писма је то што се сугласници могу записати као радикали (основног састава) или као горњи и доњи индекс. Горњи индекс је за сугласнике 'r', 'l' и 's', а доњи за 'y', 'r', 'l' и 'w'. За пример, узет је радикал 'ka'. Додавањем горњег или доњег индекса 'r', могу се добити 'kra' или 'rka'. У првом случају где је 'r' у средини, оно се пише као доњи индекс. У другом случају је 'r' први глас и пише се као горњи индекс. 'R' мења свој облик када је написано као горњи или доњи индекс (нпр. རྐ 'rka', рка), с тиме да је 'rnya', тј. 'рња' изузетак (རྙ). Слично, сугласници 'r', 'w' и 'y' мењају облик кад се налазе под сугласником (нпр: 'r': ཀྲ 'kra', кра;'w': ཀྭ 'kwa', ква;'y': ཀྱ 'kya', кја).
Самогласници у овом писму су 'a', 'i', 'u', 'e' и 'o'. Самогласник 'a' је присутна (у изговору и у правопису) код свих сугласника. Остали самогласници се означавају посебним знаковима који се додавају изнад или испод сугласника, нпр. ཀ ka; ཀི ki; ཀུ ku; ཀེ ke; ཀོ ko. Самогласници i, e и o се пишу над сугласником, а u под њиме.
У тибетском слогови се пишу слева надесно. Слогови су раздвојени 'цегом' (་) јер је велик број слогова у тибетском једносложан. Овај знак служи и као празно место пошто у тибетском такво нешто не постоји.
Тибетско писмо нема знакове за тонове иако неки тибетски језици имају тонове. У време кад је писмо конструисано ни у једном тибетском језику није било различитих тонова.
Тибетско писмо има 30 самогласника, који су познати и као радикали.
|  |       |                              |
|  |       |                              |
|  |       |                              |
|  |       |                              |
|  |       | (није одувек било део писма) |
|  | [ 5 ] |                              |
|  |       |                              |
|  | [ 6 ] |                              |